# Redux: Europe
Redux: Europe è il terzo album da solista di Kee Marcello, ex-chitarrista della rock band svedese Europe. È stato pubblicato in Svezia il 7 dicembre 2011, mentre è arrivato nel resto del mondo il 13 gennaio 2012. L'album contiene un brano inedito più nuove registrazioni di pezzi di Europe e Easy Action. La traccia strumentale Hammers Heart è dedicata alla memoria di Gary Moore.

## Tracce
1. Redux: Europe – 3:25
2. Superstitious – 4:38
3. Seventh Sign – 4:30
4. Let the Good Times Rock – 4:06
5. Girl from Lebanon – 5:19
6. The Final Countdown – 5:01
7. We Go Rocking (Slight Return) – 4:01
8. Carrie – 4:32
9. Hammers Heart – 3:37
10. Bumble Kee – 1:46
11. Here Comes the Night – 4:29
12. Halfway to Heaven – 3:53
13. More Than Meets the Eye – 3:23
14. Mind in the Gutter (con Hanna Marcello) – 4:47
15. Open Your Heart – 4:08
16. Rock the Night – 4:18

## Formazione
- Kee Marcello – chitarre, voce principale e cori, tastiere
- Ken Sandin – basso, percussioni e cori
- Jonny Scaramanga – chitarra ritmica
- Tim Moore – tastiere
- Zoltan Csörsz – batteria
- Hanna Marcello – voce principale nella traccia 14

### Produzione
- Kee Marcello – produzione
- Tobias Lindell – missaggio
- Dragan Tanaskovic – mastering[2]